# 日本树蛛
日本树蛛（学名：Misumenops japonicus）为蟹蛛科树蛛属的动物。分布于日本、朝鲜、台湾岛以及中国大陆的浙江、山西、陕西、山东等地，多生活于开花植物。该物种的模式产地在日本。